# 天牢增二
大熊座55，又名BD+38 2225，HD 98353、SAO 62491、HR 4380，是大熊座的一颗恒星，视星等为4.78，位于銀經177.34，銀緯67.74，其B1900.0坐标为赤經11h 13m 40.9s，赤緯+38° 67.74′ 3″。